# Campeonato Mato-Grossense 2004
In 2004 werd het 62ste Campeonato Mato-Grossense gespeeld voor voetbalclubs uit de Braziliaanse staat Mato Grosso. De competitie werd georganiseerd door de FMF en werd gespeeld van 6 maart tot 4 juli. Cuiabá werd kampioen.

## Eerste fase
De top vier kwalificeert zich voor het tweede toernooi, de andere clubs spelen de herkwalificatie voor deelname aan de derde fase. Operário speelde als EC Operário, maar is niet dezelfde club als het vroegere EC Operário.

### Groep A
| Plaats | Club             | Wed. | W | G | V  | Saldo | Ptn. |
| ------ | ---------------- | ---- | - | - | -- | ----- | ---- |
| 1.     | Cuiabá           | 12   | 9 | 3 | 0  | 26:8  | 30   |
| 2.     | AA Sinop         | 12   | 7 | 5 | 0  | 21:8  | 26   |
| 3.     | Santa Cruz       | 12   | 5 | 2 | 5  | 20:19 | 17   |
| 4.     | Luverdense       | 12   | 3 | 4 | 5  | 15:16 | 13   |
| 5.     | Atlético Sorriso | 12   | 3 | 3 | 6  | 14:24 | 12   |
| 6.     | Tangará          | 12   | 2 | 5 | 5  | 12:17 | 11   |
| 7.     | Parecis          | 12   | 2 | 0 | 10 | 10:24 | 6    |

|  | Gekwalificeerd voor tweede fase |

### Groep B
| Plaats | Club           | Wed. | W | G | V | Saldo | Ptn. |
| ------ | -------------- | ---- | - | - | - | ----- | ---- |
| 1.     | Grêmio Jaciara | 12   | 7 | 3 | 2 | 17:9  | 24   |
| 2.     | União          | 12   | 6 | 4 | 2 | 27:21 | 22   |
| 3.     | Vila Aurora    | 12   | 6 | 2 | 4 | 24:17 | 20   |
| 4.     | Operário       | 12   | 3 | 6 | 3 | 20:20 | 15   |
| 5.     | Barra          | 12   | 3 | 4 | 5 | 11:14 | 13   |
| 6.     | Mixto          | 12   | 3 | 4 | 5 | 21:28 | 13   |
| 7.     | Dom Bosco      | 12   | 2 | 1 | 9 | 14:27 | 7    |

|  | Gekwalificeerd voor tweede fase |

## Tweede fase

### Groep C
| Plaats | Club           | Wed. | W | G | V | Saldo | Ptn. |
| ------ | -------------- | ---- | - | - | - | ----- | ---- |
| 1.     | União          | 7    | 5 | 2 | 0 | 14:8  | 17   |
| 2.     | Vila Aurora    | 7    | 3 | 3 | 1 | 16:9  | 15   |
| 3.     | Cuiabá         | 7    | 2 | 3 | 2 | 7:8   | 9    |
| 4.     | Operário       | 6    | 2 | 1 | 3 | 9:10  | 7    |
| 5.     | Grêmio Jaciara | 7    | 1 | 4 | 2 | 8:9   | 7    |
| 6.     | Santa Cruz     | 7    | 1 | 3 | 3 | 7:11  | 6    |
| 7.     | Luverdense     | 7    | 1 | 3 | 3 | 10:11 | 6    |
| 8.     | AA Sinop       | 6    | 0 | 3 | 3 | 7:12  | 3    |

|  | Gekwalificeerd voor derde fase |

### Herkwalificatie

#### Groep D
| Plaats | Club             | Wed. | W | G | V | Saldo | Ptn. |
| ------ | ---------------- | ---- | - | - | - | ----- | ---- |
| 1.     | Atlético Sorriso | 2    | 1 | 1 | 0 | 2:1   | 4    |
| 2.     | Parecis          | 2    | 1 | 0 | 1 | 4:2   | 3    |
| 3.     | Tangará          | 2    | 0 | 1 | 1 | 2:6   | 1    |

|  | Finale herkwalificatie |

#### Groep E
| Plaats | Club      | Wed. | W | G | V | Saldo | Ptn. |
| ------ | --------- | ---- | - | - | - | ----- | ---- |
| 1.     | Mixto     | 2    | 1 | 1 | 0 | 6:5   | 4    |
| 2.     | Barra     | 2    | 1 | 0 | 1 | 4:2   | 3    |
| 3.     | Dom Bosco | 2    | 0 | 1 | 1 | 4:4   | 1    |

|  | Finale herkwalificatie |

#### Finale
| Team #1 | Tot.  | Team #2          | 1ste wed | 2de wed |
| ------- | ----- | ---------------- | -------- | ------- |
| Mixto   | 4 - 1 | Atlético Sorriso | 1 - 0    | 3 - 1   |

## Derde fase
De drie winnaars en de beste verliezer plaatsen zich voor de vierde fase. 
| Team #1        | Tot.  | Team #2     | 1ste wed | 2de wed |
| -------------- | ----- | ----------- | -------- | ------- |
| Mixto          | 2 - 2 | União       | 1 - 1    | 1 - 1   |
| Operário       | 3 - 3 | Cuiabá      | 2 - 1    | 1 - 2   |
| Grêmio Jaciara | 2 - 3 | Vila Aurora | 0 - 2    | 2 - 1   |

## Vierde fase
| Plaats | Club        | Wed. | W | G | V | Saldo | Ptn. |
| ------ | ----------- | ---- | - | - | - | ----- | ---- |
| 1.     | União       | 6    | 3 | 1 | 2 | 11:9  | 10   |
| 2.     | Cuiabá      | 6    | 2 | 2 | 2 | 9:7   | 8    |
| 3.     | Vila Aurora | 6    | 2 | 2 | 2 | 12:14 | 8    |
| 4.     | Operário    | 6    | 2 | 1 | 3 | 10:13 | 7    |

|  | Finale om de titel |

### Finale
|              |                                                   |       |                                |                     |
| 27 juni Heen | Cuiabá                                            | 3 – 3 | União                          | Toeschouwers: 4.367 |
| 27 juni Heen | Robinho 21' Ademir Bibiu 65' Ronaldo Paulista 72' |       | 4' Valteir 75' Diogo 81' Dinei | Toeschouwers: 4.367 |

|              |       |       |        |  |
| 4 juli terug | União | 0 – 0 | Cuiabá |  |
| 4 juli terug |       |       |        |  |

### Kampioen
| Campeonato Mato-Grossense de 2004 |
| Mato-Grosso                       |
| --------------------------------- |
| CUIABÁ Kampioen (2° titel)        |